# Karin Maag

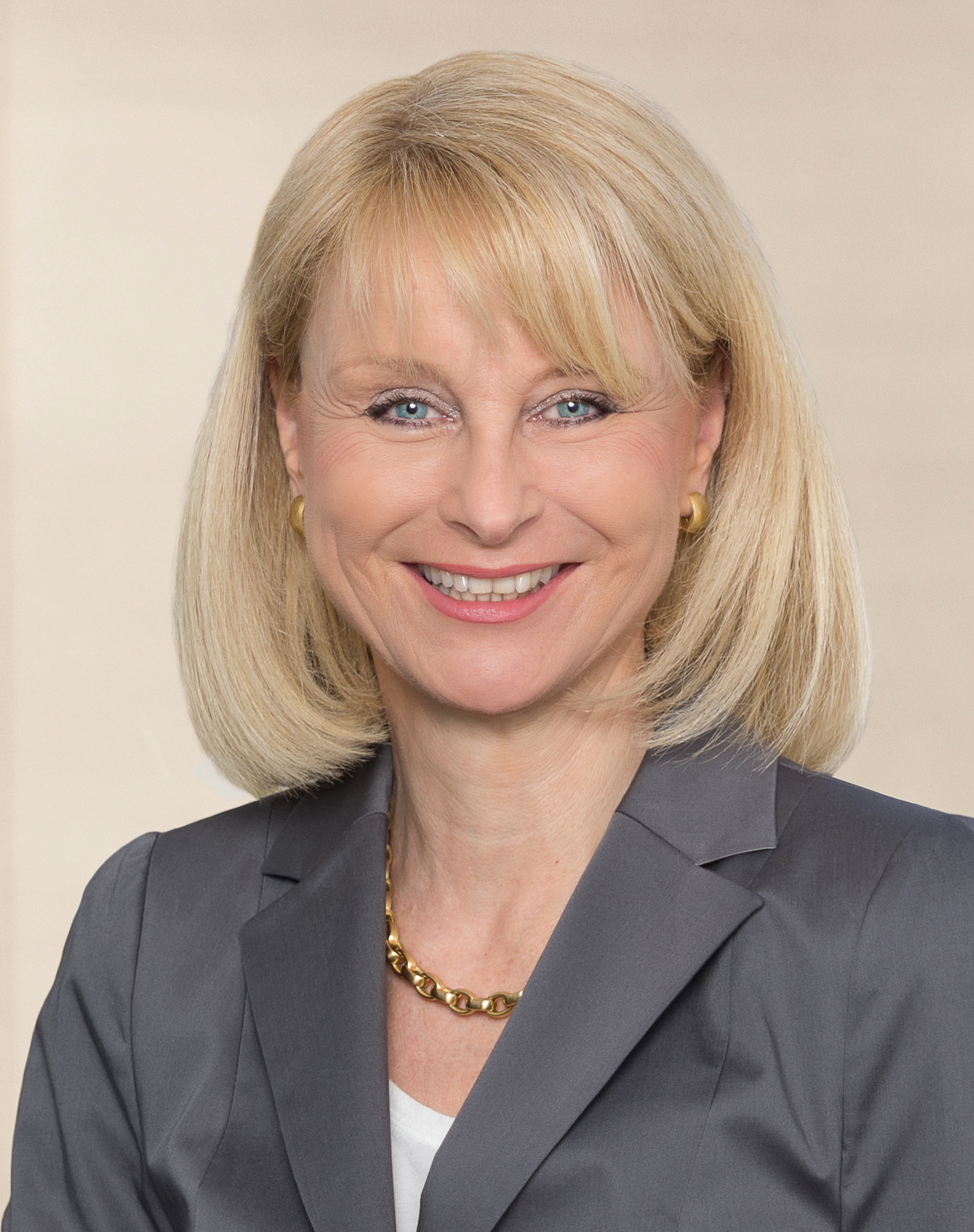
Karin Maag (2013)

Karin Maag (* 13. Juni 1962 in Stuttgart) ist eine deutsche Politikerin (CDU) und Rechtsanwältin. Sie war von 2009 bis 2021 Mitglied des Deutschen Bundestages und gesundheitspolitische Sprecherin der CDU/CSU-Bundestagsfraktion.

## Leben und Beruf
Karin Maag wuchs in Botnang auf. Nach dem Abitur am Evangelischen Mörike-Gymnasium Stuttgart studierte sie Rechtswissenschaften an der Eberhard Karls Universität Tübingen und bestand beide Staatsexamina mit Prädikat. Nach dem zweiten Staatsexamen 1990 arbeitete sie zunächst als Rechtsanwältin. 1991 wechselte sie in das Rechtsamt der Stadt Stuttgart; zuletzt war sie dort stellvertretende Amtsleiterin. 2004 berief Oberbürgermeister Wolfgang Schuster sie zur Stadtdirektorin und Leiterin seines Büros. Maag war eine der drei Kandidaten für das Amt des Bürgermeisters für Recht, Sicherheit und Ordnung. Sie unterlag in der fraktionsinternen Nominierung dem damaligen Stuttgarter Polizeipräsidenten Martin Schairer. 2007 wechselte Maag als Ministerialdirigentin an die Spitze der Verwaltung des baden-württembergischen Landtags. Seit 2021 ist sie Mitglied im Gemeinsamen Bundesausschuss.
Während des Studiums lernte sie ihren Ehemann Axel Maag kennen, mit dem sie in Stuttgart lebt.

## Politik

### Partei
Im Jahr 1989 wurde Maag Mitglied der CDU. Seit 2011 ist sie Stellvertretende Kreisvorsitzende der CDU Stuttgart.

### Bundestagsabgeordnete
Karin Maag gewann bei der Bundestagswahl 2009 das Direktmandat im Wahlkreis Stuttgart II und wurde Mitglied des Deutschen Bundestages. Dabei setzte sie sich gegen die dreimalige Inhaberin des Direktmandates Ute Kumpf (SPD) durch. Bei der Bundestagswahl 2013 und der Bundestagswahl 2017 errang sie erneut das Direktmandat. Am 30. Juni 2021 schied sie kurz vor dem Ende der 19. Wahlperiode aus dem Bundestag aus. Für sie rückte Susanne Wetterich in den Bundestag nach.
In allen drei Wahlperioden war Karin Maag ordentliches Mitglied des Ausschusses für Gesundheit. Ab 2018 war sie Vorsitzende der Arbeitsgruppe Gesundheit in der CDU/CSU-Bundestagsfraktion.
Am 18. Dezember 2013 wurde Karin Maag zur Vorsitzenden der Gruppe der Frauen der CDU/CSU-Bundestagsfraktion gewählt. Damit wurde sie Mitglied des Vorstandes der CDU/CSU-Bundestagsfraktion.

### Kontroversen
Karin Maag sprach sich dafür aus, dass gesetzliche Krankenkassen medizinisch nicht sinnvolle Ausgaben für Homöopathie übernehmen dürfen.

### Nebentätigkeiten und Rückzug aus der Politik
Zum 30. Juni 2021 schied Karin Maag aus dem Bundestag aus, um zum 1. Juli 2021 ein „spannendes Angebot aus dem Gesundheitsbereich“ anzunehmen, nämlich beim Gemeinsamen Bundesausschuss, der Spitzenorganisation der Ärzte, Zahnärzte, Krankenhäuser und Krankenkassen in Deutschland. Zuvor hat die Unions-Fraktion im Deutschen Bundestag aufgrund der Masken- und der Aserbaidschanaffäre einen neuen Verhaltenskodex angekündigt, der für Maag zum Konflikt führte. „Für alle gilt: Entgeltliche Beratungs- und Vermittlungstätigkeiten, die in einem direkten Zusammenhang mit dem Aufgabengebiet, das in der Fraktion betreut wird, stehen, sind auszuschließen“, hieß es in einem Brief der Fraktionsführung an die Fraktionsmitglieder. Damit zog sie auch ihre Kandidatur für die Bundestagswahl 2021 zurück, die im September 2020 von der Partei bereits beschlossen war.
Neben ihrem Abgeordnetenmandat und ihrer Funktion als Mitglied des Gesundheitsausschusses saß Maag im Beirat der Barmenia Krankenversicherungen, wofür sie zwischen 1000 und 3500 Euro jährlich erhielt. Die taz berichtete, „dass dadurch die Unternehmen eine Expertin an Bord“ hätten „mit Kenntnissen über all das, was im Gesundheitsausschuss des Bundestags so verhandelt wird“. Maag beriet zudem bis zum 19. März 2021 das US-amerikanische Unternehmen DaVita Medical Group Deutschland, wofür sie zwischen 3500 und 7000 jährlich erhielt. Sie sieht in ihren Nebentätigkeiten aber keinen Interessenkonflikt. Die Organisation Lobbycontrol kritisierte hingegen: „Die Davita Medical Group könnte einerseits von Maags Insiderwissen profitieren und somit einen Vorteil gegenüber anderen Akteuren in dem Feld haben“. Außerdem bestehe das Risiko, dass „Frau Maag bei politischen Entscheidungen nicht unbefangen ist und möglicherweise bewusst oder unbewusst Positionen der DaVita Medical Group stärker berücksichtigt als andere Positionen“.

## Mitgliedschaften und ehrenamtliches Engagement
Maag ist Mitglied der überparteilichen Europa-Union Deutschland. Weiter war Karin Maag Mitglied in der Deutsch-Russischen Parlamentariergruppe, der Deutsch-Indischen Parlamentariergruppe und der Deutsch-Australischen-Neuseeländischen Parlamentariergruppe.
Für die CDU/CSU-Fraktion saß sie im Kuratorium der Stiftung "Erinnerung, Verantwortung, Zukunft". Ferner gehört sie dem Kuratorium der Stiftung Bundespräsident-Theodor-Heuss-Haus an. Sie ist Mitglied des VfB-Stuttgart-Fanclubs im Bundestag.